# Pavel Nikolajevič Jabločkov
Pavel Nikolajevič Jabločkov (rusko Па́вел Никола́евич Я́блочков), ruski elektrotehnik, izumitelj in konstruktor, * 14. september 1847, vas Žadovka, Petropavlovski Serdobski okraj, Saratovska gubernija, Rusija, † 31. marec 1894, Saratov, Rusija.